# 고든 톰슨
고든 톰슨(Gordon Thomson, 1945년 3월 3일 ~ )은 캐나다의 배우이다.

## 영화
- 미스 리틀 선샤인 (2006년)
- 포세이돈 (2006년)
- 블라인드 러브 (1997년)
- 도너 (1995년)
- 비버리힐즈의 아이들 (1990년)
- 다이너스티 (1981년)
- 호보 (1979년)
- 더 영 앤 더 레스트리스 (1973년)
- 우리 생애 나날들 (1965년)